# Clarence Williams
Clarence Williams (* 8. Oktober 1893 in Plaquemine, Louisiana; † 6. November 1965 in Queens, New York) war ein US-amerikanischer Jazzpianist, Sänger, Komponist sowie Plattenproduzent, Musikverleger und -agent.

## Leben
Williams, der indianischer (Choctaw) und kreolischer Herkunft war, wurde in Plaquemine nahe New Orleans geboren. Sein Vater war Bassist, der ein kleines Hotel betrieb, so dass Clarence Williams seine ersten musikalischen Erfahrungen mit Auftritten im elterlichen Hotel sowie als Straßenmusiker sammelte. 1906 kam Williams nach New Orleans. Im Alter von zwölf Jahren verließ er sein Elternhaus und zog mit Billy Kersands’ Minstrelshow als Sänger durch die Gegend. Bereits kurz darauf übernahm er bei den Auftritten der Gruppe die Moderation.
Nachdem Williams nach New Orleans zurückgekehrt war, gründete er eine Firma für die Anzugreinigung für die zahlreichen stilbewussten Klavierlehrer der Stadt. Er spielte Klavier in den Honky-Tonks des Stadtbezirkes Storyville. In diesem legendären Rotlichtdistrikt gab Williams, der nicht für Zurückhaltung bekannt war, an, dass er stark von dem einflussreichen Ragtime-Pianisten Tony Jackson, dem Komponisten von „Pretty Baby“, beeinflusst war. Williams spielte in dieser Zeit unter anderem als Berufspianist mit Sidney Bechet und Bunk Johnson.
Williams verwandte einen Großteil seiner Zeit darauf, sich mit den aktuellen Strömungen der Musik zu beschäftigen und schrieb regelmäßig nach New York, um sich die neuesten Lieder zusenden zu lassen. In dieser Zeit gründete er ein eigenes Kabarett und schrieb seine erste kommerziell vermarktete Komposition Brownskin, Who You for?, die bei Columbia Records erschien. Nach seiner eigenen Aussage war sein Honorar für dieses Lied in Höhe von 1.600 Dollar die höchste Summe, die bis dahin je irgendjemand in New Orleans für einen Song erhalten hatte.
Um 1915 gründete er gemeinsam mit Armand Piron in New Orleans einen Musikverlag, der für mehrere Jahre im Geschäft bleiben sollte. Piron war ein Bandleader, dessen bekannteste Komposition das Lied I Wish I Could Shimmy Like My Sister Kate war. 1917 stellte er mit Williams zusammen ein Bühnenprogramm auf die Beine, in welchem Piron Geige spielte und Williams als Pianist und Sänger auftrat. Während ihrer Auftritte kamen sie in Kontakt mit W. C. Handy, der ihnen half, einige ihrer Kompositionen in Musikläden in Memphis (Tennessee) zu verkaufen. Als ein wichtiges Konzert in Atlanta von einem schwarzen Publikum auf weißes Publikum umgebucht wurde, weil so viele Weiße an der Musik interessiert waren, bat Handy Williams und Piron, mit ihm zusammenzuarbeiten, um das Programm weiter zu verbessern. Das Konzert wurde ein Triumph und das New Orleanser Duo beendete die bisherige Tournee.
Seit dieser Zeit beansprucht Williams für sich, der erste Songwriter gewesen zu sein, der das Wort „Jazz“ auf einem gedruckten Notenblatt verwendet zu haben, seine Visitenkarten bezeichneten ihn fortan als „Der Begründer von Jazz und Boogie Woogie“ („The Originator of Jazz and Boogie Woogie.“). Williams’ Partner bei vielen Liedern dieser Zeit wurde Spencer Williams (der allerdings nicht mit ihm verwandt war). Ihre Stücke I Ain’t Gonna Give Nobody None o’ This Jelly-Roll und Royal Garden Blues wurden zu Klassikern des Dixieland-Stils.

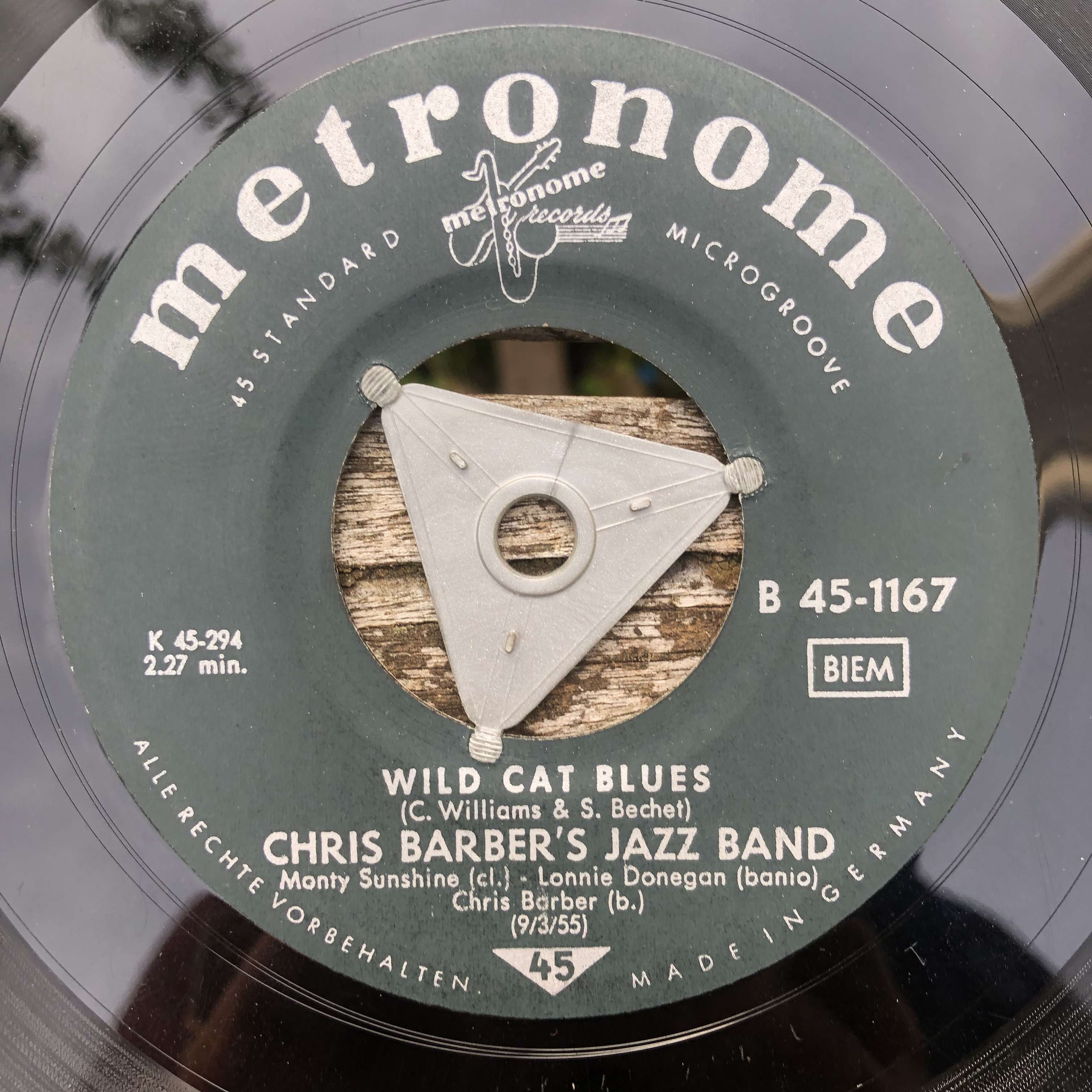
„Wild Cat Blues“ von Clarence Williams und Sidney Bechet in der Version von Chris Barber’s Jazz Band (1957)

Nachdem Storyville geschlossen worden war und die neueren Talente jetzt eher in den nördlichen Städten zu finden waren, zog Williams im Jahr 1920 von New Orleans nach Chicago. In der Nähe des Vendome Theaters eröffnete er hier einen Musikladen, der sich als so erfolgreich erwies, dass ihm bald zwei weitere Musikgeschäfte in der Stadt gehörten. In diesem Jahr nahm Mamie Smith Perry Bradfords Lieder Crazy Blues und It’s Right Here For You auf, und als das Publikum, das hier erstmals eine schwarze Frau Blues singen hörte, mehr davon wollte, sah Williams eine neue Geschäftsidee und vermarktete hinfort Aufnahmen schwarzer Bluessängerinnen.
Im Jahr 1921 heiratete Williams die Bluessängerin Eva Taylor. Sie war eine der ersten weiblichen Bluessängerinnen, die im Radio auftrat, ihre Darbietungen und ihr Stil beeinflussten viele spätere Gesangsstars. Unter den Liedern, die sie und ihr Ehemann produzierten und aufführten, war auch das Lied May We Meet Again, geschrieben „in Erinnerung an unsere verehrte Florence Mills“, einer der populärsten schwarzen Bühnenstars dieser Zeit.
Williams hatte das Marktpotential für den Verkauf der Musik aus New Orleans im Norden erkannt, und da New York City das Zentrum des Musikgewerbes war, verkaufte er 1923 seine Musikgeschäfte in Chicago und zog dorthin. Er mietete sich Räume im Gebäude des Gaiety Theater-Gebäudes am Broadway, in welchem sich bereits andere afro-amerikanische Entertainer, unter anderem Bert Williams, Will Vodery, Pace and Handy sowie Perry Bradford niedergelassen hatten, und nahm noch im Februar desselben Jahres mit Bessie Smith bei Columbia die ersten Platten auf. 1929 spielte er mit ihr auch „Nobody Knows You When You’re Down and Out“ ein.
Schon bald arbeiteten weitere aus New Orleans stammende Musiker mit ihm zusammen, darunter James P. Johnson und Fats Waller. Von 1923 bis 1928 war Williams Künstler- und Repertoiredirektor für Okeh Records und entdeckte ständig neue Talente. In dieser Zeit organisierte er zahlreiche Sessions und förderte damit die Karriere vieler Größen des frühen Jazz wie Louis Armstrong und Sidney Bechet. Unter anderem stellte er die Jazzmusiker Don Redman, King Oliver und Coleman Hawkins ein.
Zwischen 1923 und 1937 wurde Williams ein anerkannter Produzent, der monatlich mindestens zwei Aufnahmesessions organisierte und unter seinem eigenen Namen über 300 Platten aufnahm. Eine seiner Eigenheiten war, ein Stück mit einer Gesellschaft aufzunehmen und, wenn ihm die Ergebnisse nicht gefielen, die gleiche Session mit einer anderen Gesellschaft unter einem anderen Namen aufzunehmen. Zwei der Pseudonyme, die er dabei verwendete, sind die Dixie Washboard Band und die Blue Grass Foot Warmers.
1927 machte Williams seine ersten Versuche im Musiktheater. Er schrieb das Buch und die Musik für die Show Bottomland, in welcher seine Frau Eva Taylor die Hauptrolle spielte. Die Show war kein überragender Erfolg, seine übrigen Geschäfte florierten aber; bis 1943 führte er seine Geschäfte fort und verkaufte dann seine Sammlung von über 2000 Songs an die Firma Decca für die Summe von ca. 50.000 Dollar.
Von den späten 1930er Jahren bis 1956 verbrachte Williams seine meiste Zeit mit der Komposition neuer Stücke. 1956 wurde er in einem Unfall von einem Taxi erfasst und erblindete an den Folgen.
Der Schauspieler Clarence Williams III ist sein Enkel.